# Опса
Опса (бел. Опса) — агрогородок в Браславском районе Витебской области Беларуси. Административный центр Опсовского сельсовета.

## География

### Расположение
Расположен на берегу озера Опса, в 18 км к юго-западу от Браслава на шоссе Браслав — Поставы недалеко от точки схождения границ Белоруссии, Латвии и Литвы.

## История

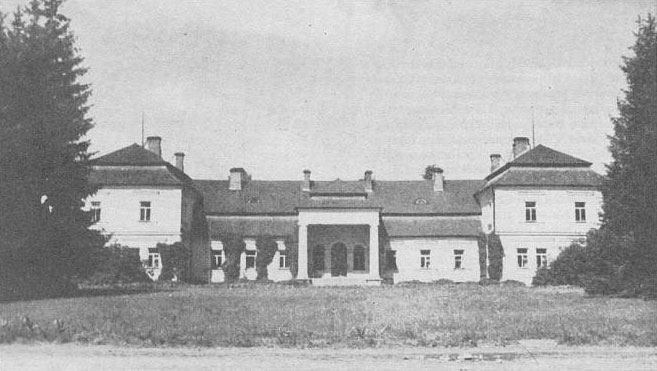
Усадьба Плятеров в начале XX века

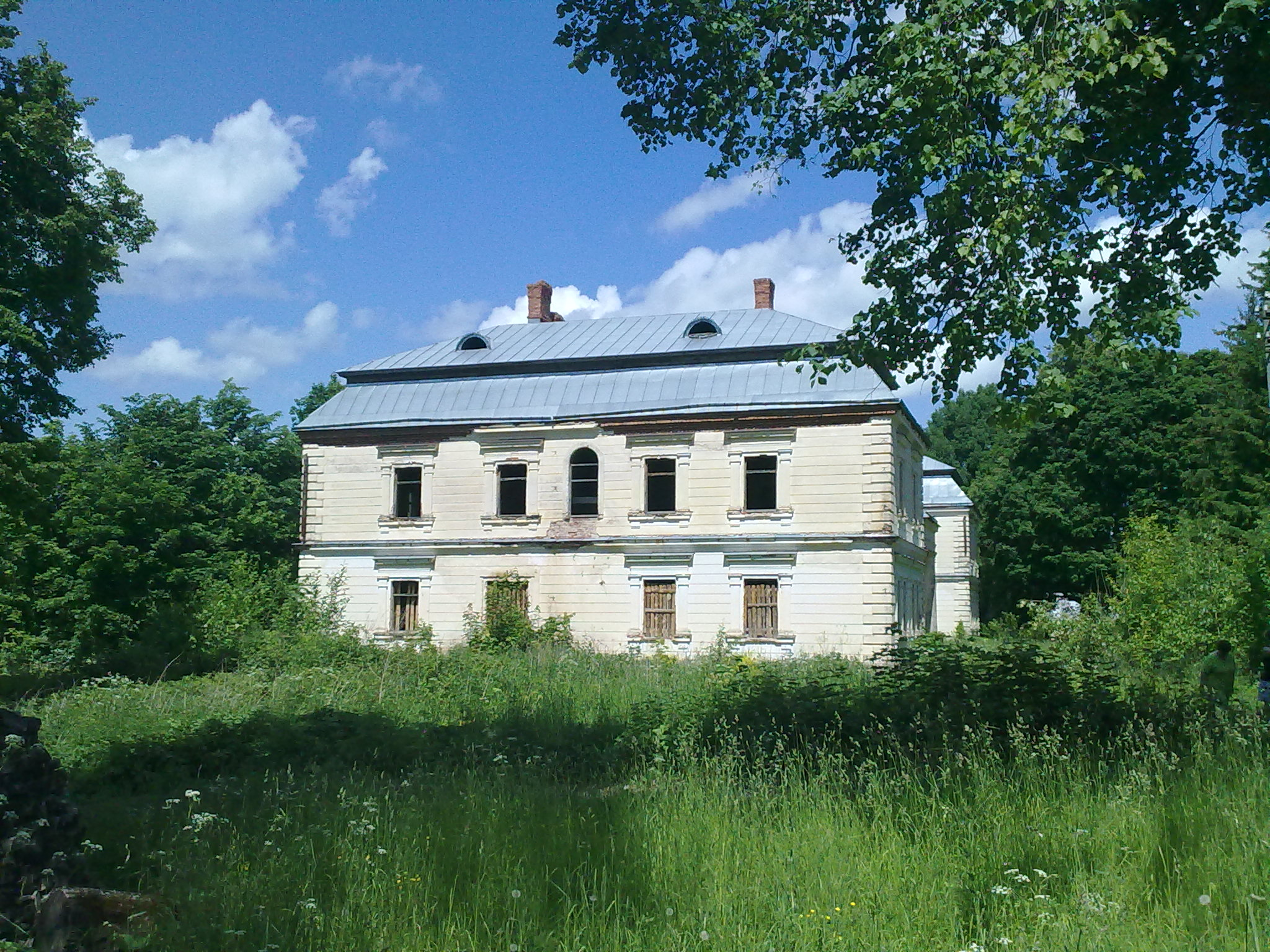
Усадьба Плятеров. Современное состояние

В письменных источниках Опса впервые упоминается в 1500 году когда великий князь литовский Александр Ягеллончик передал Опсу во временное пользование смоленскому князю Глазыню, земли которого в то время были заняты русской армией. Со второй половине XVI века Опса — центр староства. В 1768 году построен католический храм, однако в 1886 году он сгорел, годом позже на его месте был возведён новый храм во имя Иоанна Крестителя. В 1792 году под Опсой состоялось одно из сражений русско-польской войны 1792 года.
После третьего раздела Речи Посполитой Опса в составе Российской империи. 6 июля 1812 года в Опсе располагался штаб командующего 1-й русской Западной армией генерала М. Б. Барклая де Толли, а 11 июля 1812 года — штаб командующего французским кавалерийским корпусом маршала Мюрата. С 1823 года Опса — владение графской семьи Плятеров. В начале XX века в селе построена усадьба Плятеров, частично сохранившаяся до нашего времени.

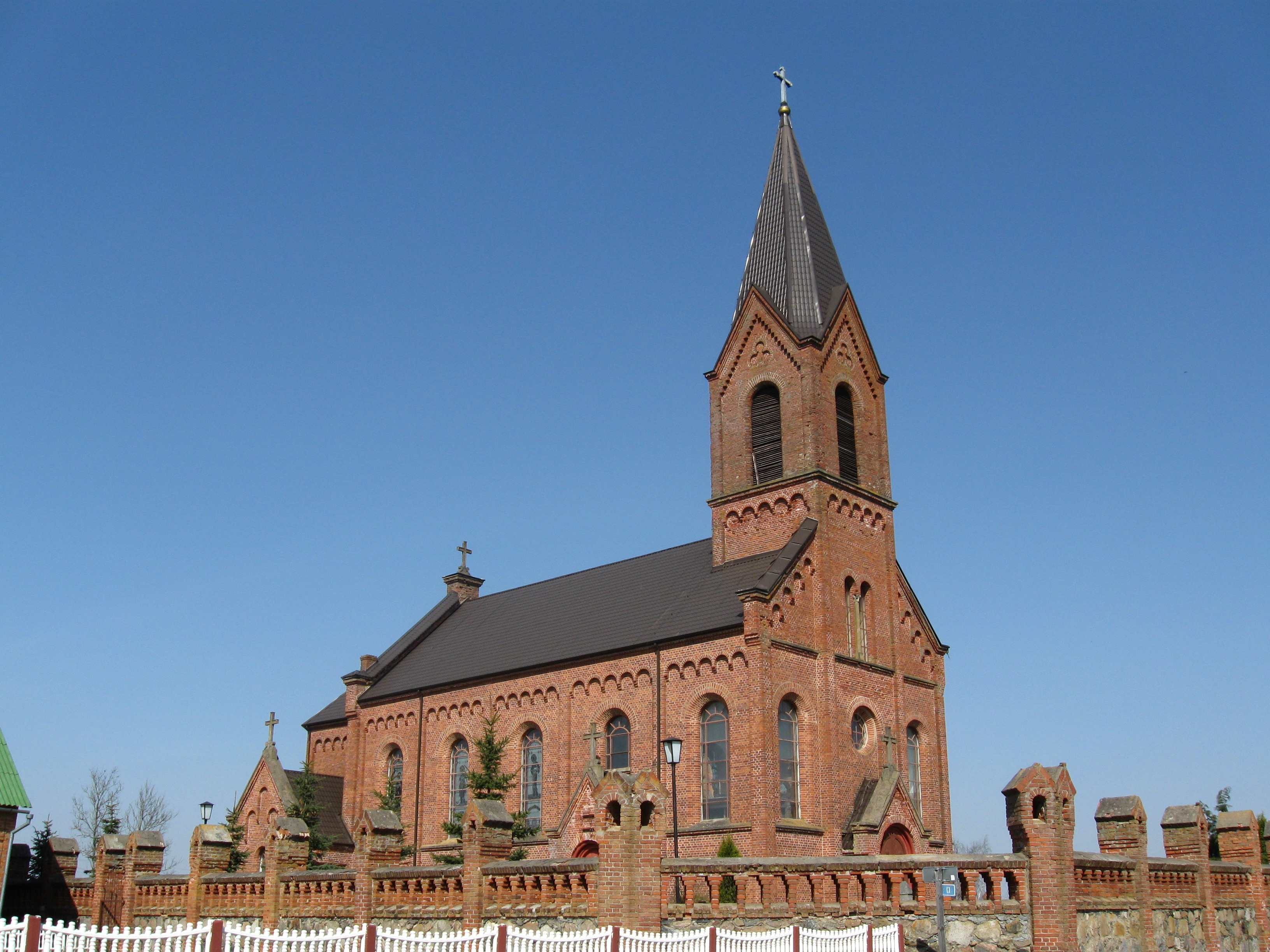

В середине XIX Опса — центр волости Новоалександровского уезда Ковенской губернии, в 1859 году село насчитывало 11 дворов и 163 жителей. В 1864 году открыто народное училище. В начале XX века Опса насчитывала 415 жителей в городке и 55 жителей в имении. В первую мировую войну в городке, поместье и окрестностях располагались штабы, резервные части российских войск, санитарные и тыловые учреждения, госпитали. В 1916 году из Друи в Опсу проложена узкоколейная железная дорога.
Согласно Рижскому мирному договору (1921 г.) Опса оказалась в составе межвоенной Польской Республики, где стали центром гмины Браславского повета Виленского воеводства. В 1931 году в Опсе проживало 907 жителей.
В 1939 Опса вошла в БССР, c 1940 года — центр сельсовета. Во время Великой Отечественной войны в Опсе было уничтожено более 200 жителей.

## Достопримечательности
- Католическая церковь Иоанна Крестителя (1887 г)
- Усадьба Плятеров (начало XX вв.)

В 1990 году католический храм, служивший во времена СССР складом, был возвращён Церкви, после чего проходил длительную реставрацию. Вторая достопримечательность агрогородка, усадьба Плятеров, пребывает в заброшенном и сильно запущенном состоянии — существуют планы её полной реставрации с превращением в VIP-гостиницу.